# Mecocerculus poecilocercus
Mecocerculus poecilocercus là một loài chim trong họ Tyrannidae.